# Mvezo
Mvezo est un petit village d'Afrique du Sud situé dans l'est de la province du Cap-Oriental, sur les bords de la rivière Mbashe à une trentaine de kilomètres du village de Qunu et à une cinquantaine de kilomètres de Mthatha, capitale de l'ancien bantoustan du Transkei. La cité compte environ 800 habitants. Mvezo est connu pour être le lieu de naissance de l'ancien président de l'Afrique du Sud Nelson Mandela.

## Personnalité liée à la commune
- Nelson Mandela (1918-2013), président de l'Afrique du Sud.